# Wilibald Gurlitt

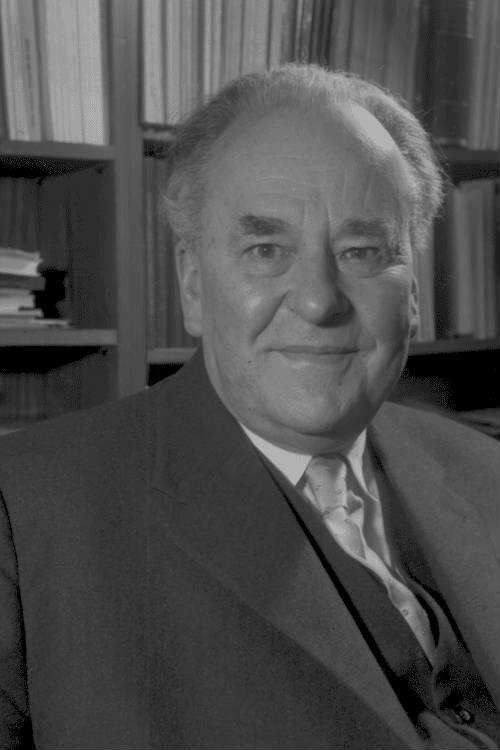
Wilibald Gurlitt (1959)

Wilibald Ludwig Ferdinand Gurlitt (* 1. März 1889 in Dresden; † 15. Dezember 1963 in Freiburg im Breisgau) war ein deutscher Musikwissenschaftler.

## Familie
Wilibald Gurlitts Großvater war der Landschaftsmaler Louis Gurlitt. Seine Großmutter Elisabeth Gurlitt (geborene Lewald) war eine Schwester der Schriftstellerin Fanny Lewald; sie kam aus einer jüdischen Familie. Sein Bruder war der Kunsthändler Hildebrand Gurlitt, Cousins von Wilibald Gurlitt waren der Kunsthändler Wolfgang Gurlitt und der Komponist Manfred Gurlitt.

## Leben

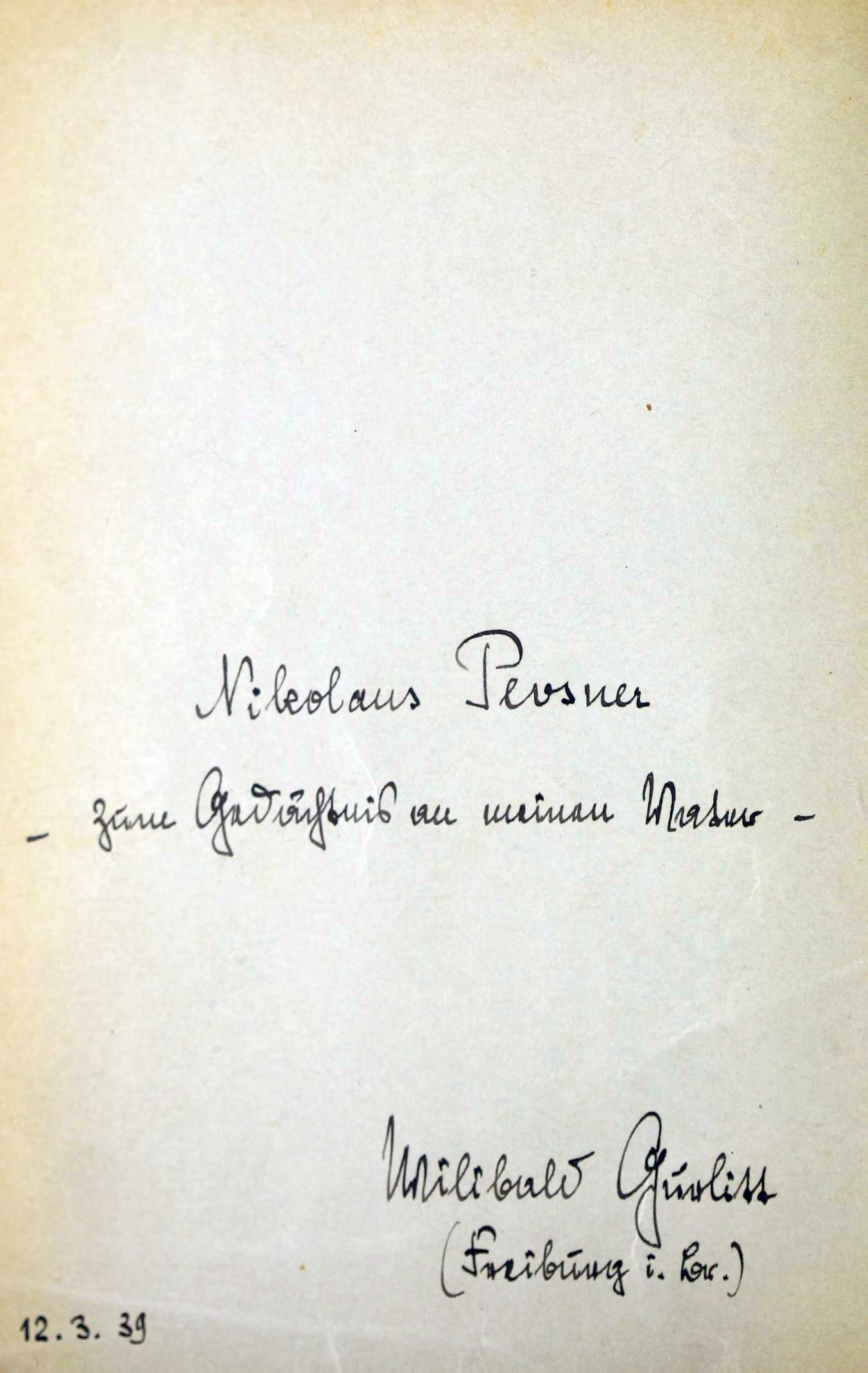
Handschriftliche Widmung für Nikolaus Pevsner „Zum Gedächtnis an meinen Vater“ durch Wilibald Gurlitt (12. März 1939)

Wilibald Gurlitt, Sohn des Kunsthistorikers Cornelius Gurlitt und Bruder von Hildebrand und Cornelia Gurlitt, wurde 1914 bei Hugo Riemann in Leipzig mit einer Arbeit über Michael Praetorius promoviert. 1919 wurde er Lektor, 1920 außerordentlicher, 1929 ordentlicher Professor an der Universität Freiburg. Er gründete dort das musikwissenschaftliche Seminar und ein Collegium Musicum, mit dem er 1922 in Karlsruhe und 1924 in Hamburg zum ersten Mal in größerer Öffentlichkeit Aufführungen mittelalterlicher Musik veranstaltete. Als Promotor der „Orgelbewegung“ ließ er im Musikwissenschaftlichen Seminar der Universität durch den Ludwigsburger Orgelbaumeister Oscar Walcker die so genannte Praetorius-Orgel erbauen, deren Plan auf den Angaben in Praetorius’ 1619 gedruckter Organographia beruhte. Sie wurde 1944 durch Bomben zerstört und 1954/55 von Werner Walcker-Mayer nach der ersten, größeren Disposition des Michael Praetorius mit mitteltöniger Stimmung in der Aula der Universität Freiburg neu erbaut.
Gurlitt galt im Dritten Reich als „jüdisch versippt“ und wurde 1937 seines Amtes enthoben. Er durfte nicht mehr publizieren, wurde aus allen Gremien ausgeschlossen und von der Gestapo überwacht; seinen Kindern wurde der Schulbesuch verweigert.
1945 wurde er wieder als Ordinarius eingesetzt. Von 1946 bis 1948 war er Gastprofessor an der Universität Bern, von 1955 bis 1956 Gastprofessor an der Universität Basel. 1953 wurde Wilibald Gurlitt zum Ehrendoktor der Theologischen Fakultät der Universität Leipzig ernannt.
Gurlitt richtete den Blick auf die „authentische“ Klanggestalt älterer Musik und initiierte eine systematische Erforschung der musikalischen Terminologie. Sein internationaler Ruf trug dazu bei, dass die deutsche Musikforschung nach dem Zweiten Weltkrieg wieder international bekannt wurde. Zu seinen Schülern zählen Konrad Ameln, Fritz Dietrich, Wilhelm Ehmann, Joseph Müller-Blattau, Heinrich Besseler, Reinhold Hammerstein, Harald Heckmann, Günter Birkner, Alfred Quellmalz, Walter Wiora und Wolfgang Rehm. 1937 wurde das NSDAP-Mitglied Joseph Müller-Blattau sein Nachfolger. Hans Heinrich Eggebrecht war seit 1961 Gurlitts Nachfolger auf dem Freiburger Lehrstuhl.

## Dokumente
- Briefwechsel mit dem Musikverlag C. F. Peters Leipzig im Staatsarchiv Leipzig.

## Veröffentlichungen (Auswahl)
- Zur Bedeutungsgeschichte von musicus und cantor bei Isidor von Sevilla (= Abhandlungen der Akademie der Wissenschaften und der Literatur. Geistes- und sozialwissenschaftliche Klasse. Jahrgang 1950, Band 7). Verlag der Wissenschaften und der Literatur in Mainz (in Kommission bei Franz Steiner Verlag, Wiesbaden).
- Hugo Riemann (1849 bis 1919) (= Abhandlungen der Akademie der Wissenschaften und der Literatur. Geistes- und sozialwissenschaftliche Klasse. Jahrgang 1950, Band 25). Verlag der Wissenschaften und der Literatur in Mainz (in Kommission bei Franz Steiner Verlag, Wiesbaden).
- Form in der Musik als Zeitgestaltung (= Abhandlungen der Akademie der Wissenschaften und der Literatur. Geistes- und sozialwissenschaftliche Klasse. Jahrgang 1954, Band 13).